# 三門県 (陝西省)
三門県（さんもん-けん）は中華人民共和国陝西省にかつて存在した県。現在の渭南市澄城県北西部に相当する。
南北朝時代、北魏により設置され、北周により廃止された。